# Jānis Vanags
Jānis Vanags (ur. 25 maja 1958 w Lipawie) – łotewski duchowny, arcybiskup Kościoła Ewangelicko-Luterańskiego Łotwy (LELB).

## Życiorys
Ukończył szkołę średnią w rodzinnej Lipawie. W latach 1976–1982 studiował na Wydziale Chemii Łotewskiego Uniwersytetu Państwowego. W okresie 1982–1985 pracował w szkole średniej w Rydze jako nauczyciel chemii. Został zwolniony z powodów światopoglądowych. Podjął studia w seminarium Kościoła Ewangelicko-Luterańskiego Łotwy w Rydze (1984–1989). 1 listopada 1985 został ordynowany na duchownego Kościoła. 26 stycznia 1993 został wybrany przez Synod Kościoła Ewangelicko-Luterańskiego Łotwy (łot. Latvijas Evaņģēliski Luteriskā Baznīca, LELB) arcybiskupem ryskim. 29 sierpnia 1993 przyjął sakrę biskupią z rąk biskupa Sztokholmu, Larsa Svenungssona.
Żonaty, ma córkę i syna. Odznaczony m.in. Orderem Trzech Gwiazd II klasy (1998), a także Orderem Krzyża Ziemi Maryjnej III klasy (2006).